# Wydział Elektrotechniki i Automatyki Politechniki Gdańskiej
Wydział Elektrotechniki i Automatyki – jeden z dziewięciu wydziałów Politechniki Gdańskiej. Studia prowadzone są w trybie stacjonarnym i niestacjonarnym, inżynierskie (I stopnia) i magisterskie (II stopnia). Wydział należy do najlepszych jednostek akademickich w Polsce, w 2017 r. uzyskał akredytację w kategorii A, a w 2022 r. w kategorii A+, nadane przez Komisję Ewaluacji Nauki.

## Kierunki studiów
- Automatyka, robotyka i systemy sterowania:
  - stacjonarne I stopnia
  - stacjonarne II stopnia
  - niestacjonarne II stopnia
- Energetyka (kierunek międzywydziałowy prowadzony wspólnie z wydziałem Inżynierii Mechanicznej i Okrętownictwa oraz Wydziałem Inżynierii Lądowej i Środowiska):
  - stacjonarne I stopnia
  - stacjonarne II stopnia
- Elektrotechnika:
  - stacjonarne I stopnia
  - stacjonarne II stopnia
  - niestacjonarne I stopnia
  - niestacjonarne II stopnia
- Technologie wodorowe i elektromobilność:
  - stacjonarne I stopnia

## Jednostki organizacyjne
- Katedra Automatyki
- Katedra Automatyki Napędu Elektrycznego i Konwersji Energii
- Katedra Biomechatroniki
- Katedra Elektroenergetyki
- Katedra Elektrotechniki i Inżynierii Wysokich Napięć
- Katedra Energoelektroniki i Maszyn Elektrycznych
- Katedra Inżynierii Elektrycznej Transportu
- Katedra Metrologii i Systemów Informacyjnych
- Katedra Inteligentnych Systemów Sterowania i Wspomagania Decyzji
- Laboratorium LINTE^2
- Ośrodek Doświadczalny

## Władze
- Dziekan: dr hab. inż. Mirosław Wołoszyn, prof. uczelni
- Prodziekan ds. nauki: prof. dr hab. inż. Jarosław Guziński
- Prodziekan ds. kształcenia: dr inż. Anna Golijanek-Jędrzejczyk
- Prodziekan ds. organizacji studiów: dr hab. inż. Marcin Śliwiński, prof. uczelni
- Prodziekan ds. rozwoju: dr hab. inż. Marek Olesz, prof. uczelni
- Dyrektor administracyjny: mgr Maciej Galik

## Organizacje studenckie
- Wydziałowa Rada Studentów
- Naukowe Koło Studentów Automatyki
- Studenckie Koło Robotyki i Sensoryki
- Studenckie Koło Stowarzyszenia Elektryków Polskich